# NHL Entry Draft 2001
L'NHL Entry Draft 2001 è stato il 39º draft della National Hockey League. Si è tenuto il 23 ed il 24 giugno 2001 presso il National Car Rental Center di Sunrise.
Per la prima volta la lega organizzò il Draft in uno degli stati sud-orientali degli Stati Uniti, la Florida, sede di due franchigie NHL. In occasione del Draft 2001 ciascun giro fu quindi composto da almeno trenta scelte, una per ogni franchigia iscritta, oltre ad alcune scelte aggiuntive dette compensatory riservate a quelle squadre che nell'ultima stagione avevano perso un giocatore divenuto unrestricted free agent. Per la prima volta nella storia dell'evento la prima scelta assoluta fu di un giocatore proveniente dalla Russia, mentre il numero totale di scelte calò leggermente da 293 a 289, distribuite su nove giri. Il numero di giocatori europei selezionato fu molto vicino a quello dei nordamericani, 141 contro 148.
Gli Atlanta Thrashers selezionarono l'ala sinistra russa Il'ja Koval'čuk dallo Spartak Mosca, gli Ottawa Senators invece come seconda scelta puntarono sul centro canadese Jason Spezza, proveniente dai Windsor Spitfires, mentre i Tampa Bay Lightning scelsero in terza posizione il centro russo Aleksandr Svitov dell'Avangard Omsk. Fra i 289 giocatori selezionati 169 erano attaccanti, 96 erano difensori mentre 34 erano portieri. Dei giocatori scelti 125 giocarono in NHL.

## Migliori prospetti
Dati elaborati dal NHL Central Scouting Bureau.
| Posizione | Giocatori nordamericani | Giocatori europei        |
| --------- | ----------------------- | ------------------------ |
| 1         | Jason Spezza (C)        | Il'ja Koval'čuk (AS)     |
| 2         | Dan Hamhuis (D)         | Aleksandr Svitov (C)     |
| 3         | Stephen Weiss (C)       | Stanislav Čistov (AS)    |
| 4         | Mike Komisarek (D)      | Mikko Koivu (C)          |
| 5         | R.J. Umberger (C)       | Tuomo Ruutu (AS)         |
| 6         | Lukáš Krajíček (D)      | Kirill Kol'cov (D)       |
| 7         | Duncan Milroy (AD)      | Igor' Knjazev (D)        |
| 8         | Colby Armstrong (AD)    | Aleksandr Polušin (C)    |
| 9         | Aleš Hemský (AD)        | Fredrik Sjöström (AD)    |
| 10        | Carlo Colaiacovo (D)    | Aleksandr Perežogin (AD) |

| Posizione | Portieri nordamericani | Portieri europei |
| --------- | ---------------------- | ---------------- |
| 1         | Pascal Leclaire        | Tomáš Duba       |
| 2         | Dan Blackburn          | Andrej Medvedev  |
| 3         | Michael Garnett        | Dimitri Pätzold  |

## Turni
|  | = NHL All-Star |  |  | = NHL All-Star e NHL All-Star Team |  |

Legenda delle posizioni

A = Attaccante   AD = Ala destra   AS = Ala sinistra   C = Centro   D = Difensore   P = Portiere

### Primo giro
| #  | Giocatore                | Nazionalità | Squadra NHL                                                    | Squadra di provenienza          |
| -- | ------------------------ | ----------- | -------------------------------------------------------------- | ------------------------------- |
| 1  | Il'ja Koval'čuk (AS)     | Russia      | Atlanta Thrashers                                              | Spartak Mosca (RSL)             |
| 2  | Jason Spezza (C)         | Canada      | Ottawa Senators (da NY Islanders)                              | Windsor Spitfires (OHL)         |
| 3  | Aleksandr Svitov (C)     | Russia      | Tampa Bay Lightning                                            | Avangard Omsk (RSL)             |
| 4  | Stephen Weiss (C)        | Canada      | Florida Panthers                                               | Plymouth Whalers (OHL)          |
| 5  | Stanislav Čistov (AS)    | Russia      | Mighty Ducks of Anaheim                                        | Avangard Omsk (RSL)             |
| 6  | Mikko Koivu (C)          | Finlandia   | Minnesota Wild                                                 | TPS (SM-liiga)                  |
| 7  | Mike Komisarek (D)       | Stati Uniti | Montreal Canadiens                                             | Michigan Wolverines (CCHA)      |
| 8  | Pascal Leclaire (P)      | Canada      | Columbus Blue Jackets                                          | Halifax Mooseheads (QMJHL)      |
| 9  | Tuomo Ruutu (C)          | Finlandia   | Chicago Blackhawks                                             | Jokerit (SM-liiga)              |
| 10 | Dan Blackburn (P)        | Canada      | New York Rangers                                               | Kootenay Ice (WHL)              |
| 11 | Fredrik Sjöström (AD)    | Svezia      | Phoenix Coyotes (da Calgary)                                   | Västra Frölunda HC (Elitserien) |
| 12 | Dan Hamhuis (D)          | Canada      | Nashville Predators                                            | Prince George Cougars (WHL)     |
| 13 | Aleš Hemský (AD)         | Rep. Ceca   | Edmonton Oilers (da Boston)                                    | Hull Olympiques (QMJHL)         |
| 14 | Chuck Kobasew (AD)       | Canada      | Calgary Flames (da Phoenix)                                    | Boston College Eagles (ECAC)    |
| 15 | Igor' Knjazev (D)        | Russia      | Carolina Hurricanes                                            | Spartak Mosca (RSL)             |
| 16 | R.J. Umberger (AD)       | Stati Uniti | Vancouver Canucks                                              | Ohio State Buckeyes (CCHA)      |
| 17 | Carlo Colaiacovo (D)     | Canada      | Toronto Maple Leafs                                            | Erie Otters (OHL)               |
| 18 | Jens Karlsson (AS)       | Svezia      | Los Angeles Kings                                              | Västra Frölunda HC (Elitserien) |
| 19 | Shaone Morrisonn (D)     | Canada      | Boston Bruins (da Edmonton)                                    | Kamloops Blazers (WHL)          |
| 20 | Marcel Goc (C)           | Germania    | San Jose Sharks                                                | SERC Wild Wings (DEL)           |
| 21 | Colby Armstrong (AD)     | Canada      | Pittsburgh Penguins                                            | Red Deer Rebels (WHL)           |
| 22 | Jiří Novotný (C)         | Rep. Ceca   | Buffalo Sabres                                                 | České Budějovice (Extraliga)    |
| 23 | Tim Gleason (D)          | Stati Uniti | Ottawa Senators (da Philadelphia via Tampa Bay e Philadelphia) | Windsor Spitfires (OHL)         |
| 24 | Lukáš Krajíček (D)       | Rep. Ceca   | Florida Panthers (da St. Louis via New Jersey)                 | Peterborough Petes (OHL)        |
| 25 | Aleksandr Perežogin (AD) | Russia      | Montreal Canadiens (da Washington)                             | Avangard Omsk (RSL)             |
| 26 | Jason Bacashihua (P)     | Stati Uniti | Dallas Stars                                                   | Chicago Freeze (NAHL)           |
| 27 | Jeff Woywitka (D)        | Canada      | Philadelphia Flyers (da Ottawa)                                | Red Deer Rebels (WHL)           |
| 28 | Adrian Foster (C)        | Canada      | New Jersey Devils                                              | Saskatoon Blades (WHL)          |
| 29 | Adam Munro (P)           | Canada      | Chicago Blackhawks (da Detroit)                                | Erie Otters (OHL)               |
| 30 | Dave Steckel (C)         | Stati Uniti | Los Angeles Kings (da Colorado)                                | Ohio State Buckeyes (CCHA)      |

### Secondo giro
| #  | Giocatore              | Nazionalità | Squadra NHL                                                   | Squadra di provenienza                        |
| -- | ---------------------- | ----------- | ------------------------------------------------------------- | --------------------------------------------- |
| 31 | Matthew Spiller (D)    | Canada      | Phoenix Coyotes (da NY Islanders via Tampa Bay)               | Seattle Thunderbirds (WHL)                    |
| 32 | Derek Roy (C)          | Canada      | Buffalo Sabres (da Tampa Bay)                                 | Kitchener Rangers (OHL)                       |
| 33 | Timofej Šiškanov (AS)  | Russia      | Nashville Predators (da Atlanta via Vancouver)                | Spartak Mosca (RSL)                           |
| 34 | Greg Watson (AS)       | Canada      | Florida Panthers                                              | Prince Albert Raiders (WHL)                   |
| 35 | Mark Popovic (D)       | Canada      | Mighty Ducks of Anaheim                                       | St. Michael's Majors (OHL)                    |
| 36 | Kyle Wanvig (AD)       | Canada      | Minnesota Wild                                                | Red Deer Rebels (WHL)                         |
| 37 | Duncan Milroy (AD)     | Canada      | Montreal Canadiens                                            | Swift Current Broncos (WHL)                   |
| 38 | Tim Jackman (AD)       | Stati Uniti | Columbus Blue Jackets                                         | MSU Mavericks (WCHA)                          |
| 39 | Karel Pilař (D)        | Rep. Ceca   | Toronto Maple Leafs (da Chicago)                              | Litvínov (Extraliga)                          |
| 40 | Fëdor Tjutin (D)       | Russia      | New York Rangers                                              | SKA Pietroburgo (RSL)                         |
| 41 | Andrej Taratuchin (C)  | Russia      | Calgary Flames (da Calgary via Anaheim e Phoenix)             | Avangard Omsk (RSL)                           |
| 42 | Tomáš Slovák (D)       | Slovacchia  | Nashville Predators                                           | Košice (Extraliga)                            |
| 43 | Doug Lynch (D)         | Canada      | Edmonton Oilers (da Boston)                                   | Red Deer Rebels (WHL)                         |
| 44 | Igor Pohanka (C)       | Slovacchia  | New Jersey Devils (da Phoenix via Florida)                    | Prince Albert Raiders (WHL)                   |
| 45 | Martin Podlešák (C)    | Rep. Ceca   | Phoenix Coyotes                                               | Lethbridge Hurricanes (WHL)                   |
| 46 | Mike Zigomanis (C)     | Canada      | Carolina Hurricanes                                           | Kingston Frontenacs (OHL)                     |
| 47 | Aleksandr Polušin (AS) | Russia      | Tampa Bay Lightning (da Vancouver)                            | THK Tver' (RSL)                               |
| 48 | Tuomas Pihlman (AS)    | Finlandia   | New Jersey Devils (da Vancouver via Florida)                  | JYP (SM-liiga)                                |
| 49 | Michael Cammalleri (C) | Canada      | Los Angeles Kings (da Toronto)                                | Michigan Wolverines (CCHA)                    |
| 50 | Chris Thorburn (C)     | Canada      | Buffalo Sabres                                                | North Bay Centennials (OHL)                   |
| 51 | Jaroslav Bednář (C)    | Rep. Ceca   | Los Angeles Kings                                             | HIFK (SM-liiga)                               |
| 52 | Ed Caron (AS)          | Stati Uniti | Edmonton Oilers                                               | Phillips Exeter Academy (USHS-New Hampshire)  |
| 53 | Kiel McLeod (C)        | Canada      | Columbus Blue Jackets (da San Jose via Montreal)              | Kelowna Rockets (WHL)                         |
| 54 | Noah Welch (D)         | Stati Uniti | Pittsburgh Penguins                                           | Saint Sebastian's School (USHS-Massachusetts) |
| 55 | Jason Pominville (AD)  | Stati Uniti | Buffalo Sabres                                                | Shawinigan Cataractes (QMJHL)                 |
| 56 | Andrej Medvedev (P)    | Russia      | Calgary Flames (da Philadelphia via Florida)                  | Spartak Mosca (RSL)                           |
| 57 | Jay McClement (C)      | Canada      | St. Louis Blues                                               | Brampton Battalion (OHL)                      |
| 58 | Nathan Paetsch (D)     | Canada      | Washington Capitals                                           | Moose Jaw Warriors (WHL)                      |
| 59 | Matt Keith (AD)        | Canada      | Chicago Blackhawks (da Dallas)                                | Spokane Chiefs (WHL)                          |
| 60 | Viktor Učevatov (D)    | Russia      | New Jersey Devils (da Ottawa)                                 | Lok. Jaroslavl’ (RSL)                         |
| 61 | Andreas Holmqvist (D)  | Svezia      | Tampa Bay Lightning (da New Jersey via Montreal e Washington) | Hammarby (Elitserien)                         |
| 62 | Igor' Grigorenko (AD)  | Russia      | Detroit Red Wings                                             | Lada Togliatti (RSL)                          |
| 63 | Peter Budaj (P)        | Slovacchia  | Colorado Avalanche                                            | St. Michael's Majors (OHL)                    |

### Terzo giro
| #  | Giocatore              | Nazionalità | Squadra NHL                                                             | Squadra di provenienza           |
| -- | ---------------------- | ----------- | ----------------------------------------------------------------------- | -------------------------------- |
| 64 | Tomáš Malec (D)        | Slovacchia  | Florida Panthers (da NY Islanders)                                      | Rimouski Océanic (QMJHL)         |
| 65 | Brendan Bell (D)       | Canada      | Toronto Maple Leafs (da Tampa Bay via Washington)                       | Ottawa 67's (OHL)                |
| 66 | Fëdor Fëdorov (AS)     | Russia      | Vancouver Canucks (da Atlanta)                                          | Sudbury Wolves (OHL)             |
| 67 | Robin Leblanc (AD)     | Canada      | New Jersey Devils                                                       | Baie-Comeau Drakkar (QMJHL)      |
| 68 | Grant McNeill (D)      | Canada      | Florida Panthers                                                        | Prince Albert Raiders (WHL)      |
| 69 | Joel Stepp (AS)        | Canada      | Mighty Ducks of Anaheim                                                 | Red Deer Rebels (WHL)            |
| 70 | Yared Hagos (C)        | Svezia      | Dallas Stars (da Minnesota)                                             | AIK (Elitserien)                 |
| 71 | Tomáš Plekanec (C)     | Rep. Ceca   | Montreal Canadiens                                                      | Rytíři Kladno (Extraliga)        |
| 72 | Brandon Nolan (AS)     | Canada      | New Jersey Devils (da Columbus)                                         | Oshawa Generals (OHL)            |
| 73 | Craig Anderson (P)     | Stati Uniti | Chicago Blackhawks                                                      | Guelph Storm (OHL)               |
| 74 | Chris Heid (D)         | Canada      | Minnesota Wild (da NY Rangers)                                          | Spokane Chiefs (WHL)             |
| 75 | Denis Platonov (AD)    | Russia      | Nashville Predators (da Calgary)                                        | Kristall Saratov (RSL)           |
| 76 | Oliver Setzinger (C)   | Austria     | Nashville Predators                                                     | Ilves (SM-liiga)                 |
| 77 | Darren McLachlan (AS)  | Canada      | Boston Bruins                                                           | Seattle Thunderbirds (WHL)       |
| 78 | Beat Forster (D)       | Svizzera    | Phoenix Coyotes (da Phoenix via New Jersey)                             | Davos (LNA)                      |
| 79 | Garth Murray (C)       | Canada      | New York Rangers (da Carolina via Minnesota)                            | Regina Pats (WHL)                |
| 80 | Michael Garnett (P)    | Canada      | Atlanta Thrashers (da Vancouver)                                        | Saskatoon Blades (WHL)           |
| 81 | Neil Komadoski (D)     | Stati Uniti | Ottawa Senators (da New Jersey)                                         | Notre Dame Fighting Irish (CCHA) |
| 82 | Jay Harrison (D)       | Canada      | Toronto Maple Leafs                                                     | Brampton Battalion (OHL)         |
| 83 | Henrik Juntunen (AD)   | Finlandia   | Los Angeles Kings                                                       | Oulun Kärpät (SM-liiga)          |
| 84 | Kenny Smith (D)        | Stati Uniti | Edmonton Oilers                                                         | Harvard Crimson (ECAC)           |
| 85 | Aaron Johnson (D)      | Canada      | Columbus Blue Jackets (da San Jose via Minnesota, Atlanta e Pittsburgh) | Rimouski Océanic (QMJHL)         |
| 86 | Drew Fata (D)          | Canada      | Pittsburgh Penguins                                                     | St. Michael's Majors (OHL)       |
| 87 | Per Mars (C)           | Svezia      | Columbus Blue Jackets (da Buffalo)                                      | Brynäs (Elitserien)              |
| 88 | Nicolas Corbeil (C)    | Canada      | Toronto Maple Leafs (da Philadelphia via Chicago)                       | Sherbrooke Castors (QMJHL)       |
| 89 | Tuomas Nissinen (P)    | Finlandia   | St. Louis Blues                                                         | KalPa (SM-liiga)                 |
| 90 | Owen Fussey (AD)       | Canada      | Washington Capitals                                                     | Calgary Hitmen (WHL)             |
| 91 | Kevin Estrada (AS)     | Canada      | Carolina Hurricanes                                                     | Chilliwack Chiefs (BCHL)         |
| 92 | Anthony Aquino (AD)    | Canada      | Dallas Stars                                                            | Merrimack Warriors (Hockey East) |
| 93 | Stéphane Veilleux (AS) | Canada      | Minnesota Wild                                                          | Val-d'Or Foreurs (QMJHL)         |
| 94 | Evgenij Artjuchin (AD) | Russia      | Tampa Bay Lightning (da New Jersey via Ottawa)                          | Vitjaz’ Podol’sk (RSL)           |
| 95 | Patrick Sharp (C)      | Canada      | Philadelphia Flyers (da Detroit via Nashville)                          | Vermont Catamounts (Hockey East) |
| 96 | Alexandre Rouleau (D)  | Canada      | Pittsburgh Penguins                                                     | Val-d'Or Foreurs (QMJHL)         |
| 97 | Danny Bois (AD)        | Canada      | Colorado Avalanche                                                      | London Knights (OHL)             |

### Quarto giro
| #   | Giocatore              | Nazionalità | Squadra NHL                                            | Squadra di provenienza               |
| --- | ---------------------- | ----------- | ------------------------------------------------------ | ------------------------------------ |
| 98  | Jordin Tootoo (AD)     | Canada      | Nashville Predators (da NY Islanders via Philadelphia) | Brandon Wheat Kings (WHL)            |
| 99  | Ray Emery (P)          | Canada      | Ottawa Senators (da Tampa Bay)                         | S.S. Marie Greyhounds (OHL)          |
| 100 | Brian Sipotz (D)       | Canada      | Atlanta Thrashers                                      | Miami RedHawks (CCHA)                |
| 101 | Cory Stillman (C)      | Canada      | New York Islanders (da Florida)                        | Kingston Frontenacs (OHL)            |
| 102 | Timo Pärssinen (C)     | Finlandia   | Mighty Ducks of Anaheim                                | HPK (SM-liiga)                       |
| 103 | Tony Virta (AD)        | Stati Uniti | Minnesota Wild                                         | TPS (SM-liiga)                       |
| 104 | Brent MacLellan (D)    | Canada      | Chicago Blackhawks (da Montreal)                       | Rimouski Océanic (QMJHL)             |
| 105 | Vladimir Korsunov (D)  | Russia      | Mighty Ducks of Anaheim (da Columbus)                  | Spartak Mosca (RSL)                  |
| 106 | Christian Ehrhoff (D)  | Germania    | San Jose Sharks (da Chicago)                           | Krefeld Pinguine (DEL)               |
| 107 | Dimitri Pätzold (P)    | Germania    | San Jose Sharks (da NY Rangers)                        | Kölner Haie (DEL)                    |
| 108 | Tomi Mäki (AD)         | Finlandia   | Calgary Flames                                         | Jokerit (SM-liiga)                   |
| 109 | Martti Jarventie (D)   | Finlandia   | Montreal Canadiens                                     | TPS (SM-liiga)                       |
| 110 | Rob Zepp (P)           | Canada      | Carolina Hurricanes (da Nashville via Philadelphia)    | Plymouth Whalers (OHL)               |
| 111 | Matti Kaltiainen (P)   | Finlandia   | Boston Bruins                                          | Espoo Blues (SM-liiga)               |
| 112 | Milan Gajić (C)        | Canada      | Atlanta Thrashers (da Phoenix via New Jersey)          | Coquitlam Express (BCHL)             |
| 113 | Bryce Lampman (D)      | Stati Uniti | New York Rangers (da Carolina)                         | Omaha Lancers (USHL)                 |
| 114 | Evgenij Gladskich (AS) | Russia      | Vancouver Canucks                                      | Magnitogorsk (RSL)                   |
| 115 | Vladimir Gusev (D)     | Russia      | Chicago Blackhawks (da Toronto)                        | Amur Chabarovsk (RSL)                |
| 116 | Richard Petiot (D)     | Canada      | Los Angeles Kings                                      | Camrose Kodiaks (AJHL)               |
| 117 | Michael Woodford (AD)  | Stati Uniti | Florida Panthers (da Columbus)                         | Cushing Academy (USHS-Massachusetts) |
| 118 | Brandon Rogers (D)     | Stati Uniti | Mighty Ducks of Anaheim (da Edmonton via Washington)   | Hotchkiss School (USHS-Connecticut)  |
| 119 | Aleksej Zotkin (AS)    | Russia      | Chicago Blackhawks (da San Jose)                       | Magnitogorsk (RSL)                   |
| 120 | Tomáš Surový (AS)      | Slovacchia  | Pittsburgh Penguins                                    | Poprad (Extraliga)                   |
| 121 | Drew MacIntyre (P)     | Canada      | Detroit Red Wings                                      | Sherbrooke Castors (QMJHL)           |
| 122 | Igor' Valeev (AD)      | Russia      | St. Louis Blues (da Buffalo via Atlanta)               | North Bay Centennials (OHL)          |
| 123 | Aaron Lobb (AD)        | Canada      | Tampa Bay Lightning (da Philadelphia)                  | London Knights (OHL)                 |
| 124 | Egor Šastin (AS)       | Russia      | Calgary Flames (da St. Louis)                          | Avangard Omsk (RSL)                  |
| 125 | Jeff Lucky (AD)        | Canada      | Washington Capitals                                    | Spokane Chiefs (WHL)                 |
| 126 | Daniel Volrab (C)      | Rep. Ceca   | Dallas Stars                                           | Sparta Praga (Extraliga)             |
| 127 | Christoph Schubert (D) | Germania    | Ottawa Senators                                        | München Barons (DEL)                 |
| 128 | Andrej Posnov (AS)     | Russia      | New Jersey Devils                                      | Kryl'ja Sovetov (RSL)                |
| 129 | Miroslav Blaťák (D)    | Rep. Ceca   | Detroit Red Wings                                      | PSG Zlín (Extraliga)                 |
| 130 | Colt King (AS)         | Canada      | Colorado Avalanche                                     | Guelph Storm (OHL)                   |
| 131 | Ben Eaves (C)          | Stati Uniti | Pittsburgh Penguins                                    | Boston College Eagles (Hockey East)  |

### Quinto giro
| #   | Giocatore                | Nazionalità | Squadra NHL                                           | Squadra di provenienza                |
| --- | ------------------------ | ----------- | ----------------------------------------------------- | ------------------------------------- |
| 132 | Dušan Salfický (P)       | Rep. Ceca   | New York Islanders                                    | Plzeň 1929 (Extraliga)                |
| 133 | Jussi Markkanen (P)      | Finlandia   | Edmonton Oilers                                       | Tappara (SM-liiga)                    |
| 134 | Kyle Wellwood (C)        | Canada      | Toronto Maple Leafs (da Tampa Bay)                    | Belleville Bulls (OHL)                |
| 135 | Colin Stuart (C)         | Stati Uniti | Atlanta Thrashers                                     | Colorado C. Tigers (WCHA)             |
| 136 | Billy Thompson (P)       | Canada      | Florida Panthers                                      | Prince George Cougars (WHL)           |
| 137 | Joël Perrault (C)        | Canada      | Mighty Ducks of Anaheim                               | Baie-Comeau Drakkar (QMJHL)           |
| 138 | Paul Lynch (D)           | Stati Uniti | Tampa Bay Lightning (da Philadelphia)                 | Valley Jr. Warriors (EJHL)            |
| 139 | Shawn Collymore (AD)     | Canada      | New York Rangers (da Minnesota)                       | Québec Remparts (QMJHL)               |
| 140 | Tomáš Plíhal (AS)        | Rep. Ceca   | San Jose Sharks (da Montreal via Buffalo)             | Bílí Tygři Liberec (Extraliga)        |
| 141 | Cole Jarrett (D)         | Canada      | Columbus Blue Jackets                                 | Plymouth Whalers (OHL)                |
| 142 | Tommi Jäminki (AS)       | Finlandia   | Chicago Blackhawks                                    | Espoo Blues (SM-liiga)                |
| 143 | František Skladaný (AS)  | Slovacchia  | Colorado Avalanche (da NY Rangers)                    | Boston U. Terriers (Hockey East)      |
| 144 | Cody McCormick (C)       | Canada      | Colorado Avalanche                                    | Belleville Bulls (OHL)                |
| 145 | James Hakewill (D)       | Stati Uniti | Calgary Flames                                        | Westminster School (USHS-Connecticut) |
| 146 | Jussi Timonen (D)        | Finlandia   | Philadelphia Flyers (da Nashville)                    | KalPa (SM-liiga)                      |
| 147 | Jiri Jakes (AD)          | Rep. Ceca   | Boston Bruins                                         | Brandon Wheat Kings (WHL)             |
| 148 | David Klema (D)          | Stati Uniti | Phoenix Coyotes                                       | Des Moines Buccaneers (USHL)          |
| 149 | Mikko Viitanen (D)       | Finlandia   | Colorado Avalanche (da Carolina)                      | Espoo Blues (SM-liiga)                |
| 150 | Bernd Brückler (P)       | Austria     | Philadelphia Flyers                                   | Tri-City Storm (USHL)                 |
| 151 | Kevin Bieksa (D)         | Canada      | Vancouver Canucks                                     | Bowling Green Falcons (CCHA)          |
| 152 | Terry Denike (P)         | Canada      | Los Angeles Kings (da Toronto via Tampa Bay)          | Weyburn Red Wings (SJHL)              |
| 153 | Tuukka Mäntylä (D)       | Finlandia   | Los Angeles Kings                                     | Tappara (SM-liiga)                    |
| 154 | Jake Brenk (C)           | Stati Uniti | Edmonton Oilers                                       | Breck School (USHS-Minnesota)         |
| 155 | Michal Vondrka (C)       | Rep. Ceca   | Buffalo Sabres (da San Jose)                          | České Budějovice (Extraliga)          |
| 156 | Andy Schneider (D)       | Stati Uniti | Pittsburgh Penguins                                   | Lincoln Stars (USHL)                  |
| 157 | Andreas Jämtin (AD)      | Svezia      | Detroit Red Wings (da Buffalo via Columbus e Calgary) | Färjestad (Elitserien)                |
| 158 | Roman Málek (P)          | Rep. Ceca   | Philadelphia Flyers                                   | Slavia Praga (Extraliga)              |
| 159 | Dmitrij Sëmin (C)        | Russia      | St. Louis Blues                                       | Spartak Mosca (RSL)                   |
| 160 | Artëm Ternavskij (D)     | Russia      | Washington Capitals                                   | Sherbrooke Castors (QMJHL)            |
| 161 | Mike Smith (P)           | Canada      | Dallas Stars                                          | Sudbury Wolves (OHL)                  |
| 162 | Stefan Schauer (D)       | Germania    | Ottawa Senators                                       | SC Riessersee (DEL)                   |
| 163 | Andreas Salomonsson (AS) | Svezia      | New Jersey Devils                                     | Djurgården (Elitserien)               |
| 164 | Jurij Trubačëv (C)       | Russia      | Calgary Flames (da Detroit)                           | SKA Pietroburgo (RSL)                 |
| 165 | Pierre-Luc Emond (C)     | Canada      | Colorado Avalanche                                    | D.ville Voltigeurs (QMJHL)            |

### Sesto giro
| #   | Giocatore               | Nazionalità | Squadra NHL                                       | Squadra di provenienza                       |
| --- | ----------------------- | ----------- | ------------------------------------------------- | -------------------------------------------- |
| 166 | Andy Chiodo (P)         | Canada      | New York Islanders                                | St. Michael's Majors (OHL)                   |
| 167 | Michal Blazek (D)       | Rep. Ceca   | Dallas Stars (da Tampa Bay)                       | VHK Vsetín (Extraliga)                       |
| 168 | Maksim Kondrat'ev (D)   | Russia      | Toronto Maple Leafs (da Atlanta)                  | Lada Togliatti (RSL)                         |
| 169 | Dustin Johner (C)       | Canada      | Florida Panthers                                  | Seattle Thunderbirds (WHL)                   |
| 170 | Ján Tabaček (D)         | Slovacchia  | Mighty Ducks of Anaheim                           | MHC Martin (Extraliga)                       |
| 171 | Eric Himelfarb (C)      | Canada      | Montreal Canadiens (da Minnesota)                 | Sarnia Sting (OHL)                           |
| 172 | Dennis Seidenberg (D)   | Germania    | Philadelphia Flyers (da Montreal)                 | Adler Mannheim (DEL)                         |
| 173 | Justin Aikins (AD)      | Canada      | Columbus Blue Jackets                             | Langley Hornets (BCHL)                       |
| 174 | Aleksandr Golovin (AS)  | Russia      | Chicago Blackhawks                                | Avangard Omsk (RSL)                          |
| 175 | Ryane Clowe (AD)        | Canada      | San Jose Sharks                                   | Rimouski Océanic (QMJHL)                     |
| 176 | Marek Židlický (D)      | Rep. Ceca   | New York Rangers                                  | HIFK (SM-liiga)                              |
| 177 | Andrej Razin (C)        | Russia      | Philadelphia Flyers (da Calgary)                  | Magnitogorsk (RSL)                           |
| 178 | Anton Lavrent'ev (C)    | Russia      | Nashville Predators                               | Ak Bars Kazan’ (RSL)                         |
| 179 | Andrew Alberts (D)      | Stati Uniti | Boston Bruins                                     | Waterloo Black Hawks (USHL)                  |
| 180 | Scott Polaski (AD)      | Stati Uniti | Phoenix Coyotes                                   | Sioux City Musketeers (USHL)                 |
| 181 | Daniel Boisclair (P)    | Canada      | Carolina Hurricanes                               | CB Screaming Eagles (QMJHL)                  |
| 182 | Tom Cavanagh (C)        | Stati Uniti | San Jose Sharks (da Vancouver)                    | Phillips Exeter Academy (USHS-New Hampshire) |
| 183 | Jaroslav Sklenar (AS)   | Rep. Ceca   | Toronto Maple Leafs                               | Kometa Brno (Extraliga)                      |
| 184 | Scott Horvath (AD)      | Stati Uniti | Colorado Avalanche (da Los Angeles via Tampa Bay) | UMass Minutemen (Hockey East)                |
| 185 | Mikael Svensk (D)       | Svezia      | Edmonton Oilers                                   | Västra Frölunda HC (Elitserien)              |
| 186 | Petr Punčochář (D)      | Rep. Ceca   | Chicago Blackhawks (da San Jose)                  | Energie Karlovy Vary (Extraliga)             |
| 187 | Artëm Vostrikov (AS)    | Russia      | Columbus Blue Jackets (da Pittsburgh)             | Lada Togliatti (RSL)                         |
| 188 | Art Femenella (D)       | Stati Uniti | Tampa Bay Lightning (da Buffalo via Los Angeles)  | Sioux City Musketeers (USHL)                 |
| 189 | Pasi Nurminen (P)       | Finlandia   | Atlanta Thrashers (da Philadelphia)               | Jokerit (SM-liiga)                           |
| 190 | Brett Scheffelmaier (D) | Canada      | St. Louis Blues                                   | Medicine Hat Tigers (WHL)                    |
| 191 | Zbynek Novak (C)        | Rep. Ceca   | Washington Capitals                               | Slavia Praga (Extraliga)                     |
| 192 | Jussi Jokinen (AS)      | Finlandia   | Dallas Stars                                      | Oulun Kärpät (SM-liiga)                      |
| 193 | Brooks Laich (C)        | Canada      | Ottawa Senators                                   | Moose Jaw Warriors (WHL)                     |
| 194 | James Massen (AD)       | Stati Uniti | New Jersey Devils                                 | Sioux Falls Stampede (USHL)                  |
| 195 | Nick Pannoni (P)        | Stati Uniti | Detroit Red Wings                                 | Seattle Thunderbirds (WHL)                   |
| 196 | Charlie Stephens (C)    | Canada      | Colorado Avalanche                                | Guelph Storm (OHL)                           |

### Settimo giro
| #   | Giocatore               | Nazionalità | Squadra NHL                                | Squadra di provenienza                       |
| --- | ----------------------- | ----------- | ------------------------------------------ | -------------------------------------------- |
| 197 | Jan Holub (D)           | Rep. Ceca   | New York Islanders                         | Bílí Tygři Liberec (Extraliga)               |
| 198 | Ivan Kolozvary (C)      | Slovacchia  | Toronto Maple Leafs (da Tampa Bay)         | Dukla Trenčín (Extraliga)                    |
| 199 | Matt Suderman (D)       | Canada      | Atlanta Thrashers                          | Saskatoon Blades (WHL)                       |
| 200 | Toni Koivisto (AS)      | Finlandia   | Florida Panthers                           | Lukko Rauma (SM-liiga)                       |
| 201 | Colin Fitzrandolph (AS) | Stati Uniti | Atlanta Thrashers (da Anaheim)             | Phillips Exeter Academy (USHS-New Hampshire) |
| 202 | Derek Boogaard (AS)     | Canada      | Minnesota Wild                             | Prince George Cougars (WHL)                  |
| 203 | Andrew Archer (D)       | Canada      | Montreal Canadiens                         | Guelph Storm (OHL)                           |
| 204 | Raffaele Sannitz (C)    | Rep. Ceca   | Columbus Blue Jackets                      | Lugano (LNA)                                 |
| 205 | Teemu Jääskeläinen (D)  | Finlandia   | Chicago Blackhawks                         | Ilves (SM-liiga)                             |
| 206 | Petr Preucil (AS)       | Rep. Ceca   | New York Rangers                           | Québec Remparts (QMJHL)                      |
| 207 | Garrett Bembridge (AD)  | Canada      | Calgary Flames                             | Saskatoon Blades (WHL)                       |
| 208 | Thierry Douville (C)    | Canada      | Philadelphia Flyers (da Nashville)         | Baie-Comeau Drakkar (QMJHL)                  |
| 209 | Jordan Sigalet (P)      | Canada      | Boston Bruins                              | Victoria Grizzlies (BCHL)                    |
| 210 | Steve Belanger (P)      | Stati Uniti | Phoenix Coyotes                            | Kamloops Blazers (WHL)                       |
| 211 | Sean Curry (D)          | Stati Uniti | Carolina Hurricanes                        | Tri-City Americans (WHL)                     |
| 212 | Jason King (AD)         | Canada      | Vancouver Canucks                          | Halifax Mooseheads (QMJHL)                   |
| 213 | Jan Chovan (P)          | Slovacchia  | Toronto Maple Leafs                        | Belleville Bulls (OHL)                       |
| 214 | Cristobal Huet (P)      | Francia     | Los Angeles Kings                          | Lugano (LNA)                                 |
| 215 | Dan Baum (AS)           | Canada      | Edmonton Oilers                            | Prince George Cougars (WHL)                  |
| 216 | Oleg Minakov (C)        | Russia      | Chicago Blackhawks (da San Jose)           | Kristall Elektrostal (RSL)                   |
| 217 | Tomáš Duba (P)          | Rep. Ceca   | Pittsburgh Penguins                        | Sparta Praga (Extraliga)                     |
| 218 | Jan Platil (D)          | Rep. Ceca   | Ottawa Senators (da Buffalo via Tampa Bay) | Barrie Colts (OHL)                           |
| 219 | Dennis Packard (AS)     | Stati Uniti | Tampa Bay Lightning (da Philadelphia)      | Harvard Crimson (ECAC)                       |
| 220 | David Moss (AD)         | Stati Uniti | Calgary Flames (da St. Louis)              | Cedar Rapids RoughRiders (USHL)              |
| 221 | Johnny Oduya (D)        | Svezia      | Washington Capitals                        | Victoriaville Tigres (QMJHL)                 |
| 222 | Jeremy Van Hoof (D)     | Canada      | Tampa Bay Lightning (da Dallas)            | Ottawa 67's (OHL)                            |
| 223 | Brandon Bochenski (AD)  | Stati Uniti | Ottawa Senators                            | Lincoln Stars (USHL)                         |
| 224 | Tony Mårtensson (C)     | Svezia      | Mighty Ducks of Anaheim (da New Jersey)    | Brynäs (Elitserien)                          |
| 225 | David Printz (D)        | Svezia      | Philadelphia Flyers (da Ottawa)            | Great Falls Americans (AWHL)                 |
| 226 | Pontus Petterström (AS) | Svezia      | New York Rangers (da Detroit via Calgary)  | Tingsryds AIF (Elitserien)                   |
| 227 | Marek Svatoš (AD)       | Slovacchia  | Colorado Avalanche                         | Kootenay Ice (WHL)                           |

### Ottavo giro
| #   | Giocatore                 | Nazionalità | Squadra NHL                                | Squadra di provenienza           |
| --- | ------------------------- | ----------- | ------------------------------------------ | -------------------------------- |
| 228 | Mike Bray (AD)            | Canada      | New York Islanders                         | Québec Remparts (QMJHL)          |
| 229 | Aaron Voros (AD)          | Canada      | New Jersey Devils (da Tampa Bay)           | Victoria Grizzlies (BCHL)        |
| 230 | Leonid Zvačkin (D)        | Russia      | New York Rangers (da Atlanta)              | Vitjaz’ Podol’sk (RSL)           |
| 231 | Kyle Bruce (AD)           | Canada      | Florida Panthers                           | Prince Albert Raiders (WHL)      |
| 232 | Martin Gerber (P)         | Svizzera    | Mighty Ducks of Anaheim                    | Langnau Tigers (LNA)             |
| 233 | Joe Campbell (D)          | Stati Uniti | Calgary Flames (da Minnesota via San Jose) | Des Moines Buccaneers (USHL)     |
| 234 | Carl Åslund (D)           | Svezia      | Buffalo Sabres (da San Jose)               | Huddinge (Elitserien)            |
| 235 | Neil Petruic (D)          | Canada      | Ottawa Senators (da Montreal)              | Kindersley Klippers (SJHL)       |
| 236 | Ryan Bowness (AD)         | Canada      | Columbus Blue Jackets                      | Brampton Battalion (OHL)         |
| 237 | Mike Gabinet (D)          | Canada      | Los Angeles Kings (da Chicago)             | UNO Mavericks (CCHA)             |
| 238 | Ryan Hollweg (C)          | Stati Uniti | New York Rangers                           | Medicine Hat Tigers (WHL)        |
| 239 | Jake Riddle (AS)          | Stati Uniti | Minnesota Wild (da Calgary)                | Seattle Thunderbirds (WHL)       |
| 240 | Gustav Gräsberg (C)       | Svezia      | Nashville Predators                        | Mora (Elitserien)                |
| 241 | Milan Jurcina (D)         | Slovacchia  | Boston Bruins                              | Halifax Mooseheads (QMJHL)       |
| 242 | Andrew Murray (C)         | Canada      | Columbus Blue Jackets                      | Bemidji S. Beavers (CHA)         |
| 243 | František Lukeš (AS)      | Rep. Ceca   | Phoenix Coyotes                            | St. Michael's Majors (OHL)       |
| 244 | Carter Trevisani (D)      | Canada      | Carolina Hurricanes                        | Ottawa 67's (OHL)                |
| 245 | Konstantin Michailov (C)  | Russia      | Vancouver Canucks                          | Neftechimik (RSL)                |
| 246 | Tomáš Mojžíš (D)          | Rep. Ceca   | Toronto Maple Leafs                        | Moose Jaw Warriors (WHL)         |
| 247 | Marek Dubec (C)           | Slovacchia  | Buffalo Sabres (da Los Angeles)            | VHK Vsetín (Extraliga)           |
| 248 | Kari Haakana (D)          | Finlandia   | Edmonton Oilers                            | Jokerit (SM-liiga)               |
| 249 | Matthew Maglione (D)      | Stati Uniti | Washington Capitals (da San Jose)          | Princeton Tigers (ECAC)          |
| 250 | Brandon Crawford-West (P) | Stati Uniti | Pittsburgh Penguins                        | Texas Tornado (NAHL)             |
| 251 | Ville Hämäläinen (C)      | Finlandia   | Calgary Flames (da Buffalo)                | SaiPa (SM-liiga)                 |
| 252 | Jean-François Soucy (AS)  | Canada      | Tampa Bay Lightning (da Philadelphia)      | P.E.I. Rocket (QMJHL)            |
| 253 | Petr Čajánek (AS)         | Canada      | St. Louis Blues                            | PSG Zlín (Extraliga)             |
| 254 | Petr Polcik (AS)          | Slovacchia  | Washington Capitals                        | Nitra (Extraliga)                |
| 255 | Marco Rosa (C)            | Canada      | Dallas Stars                               | Merrimack Warriors (Hockey East) |
| 256 | Gregg Johnson (C)         | Canada      | Ottawa Senators                            | Boston U. Terriers (ECAC)        |
| 257 | Evgenij Gamalei (D)       | Russia      | New Jersey Devils                          | Chimik Voskresensk (RSL)         |
| 258 | Dmitrij Bykov (D)         | Russia      | Detroit Red Wings                          | Ak Bars Kazan’ (RSL)             |
| 259 | Dmitrij Bezrukov (D)      | Russia      | Tampa Bay Lightning (da Colorado)          | Neftechimik (RSL)                |

### Nono giro
| #   | Giocatore                 | Nazionalità | Squadra NHL                                         | Squadra di provenienza            |
| --- | ------------------------- | ----------- | --------------------------------------------------- | --------------------------------- |
| 260 | Brian Perez (AS)          | Stati Uniti | New York Islanders                                  | Des Moines Buccaneers (USHL)      |
| 261 | Vitalij Smoljaninov (D)   | Kazakistan  | Tampa Bay Lightning                                 | Neftechimik (RSL)                 |
| 262 | Mario Cartelli (D)        | Rep. Ceca   | Atlanta Thrashers                                   | Oceláři Trinec (Extraliga)        |
| 263 | Taro Baap (D)             | Slovacchia  | Florida Panthers                                    | Dukla Trenčín (Extraliga)         |
| 264 | P. A. Parenteau (AS)      | Canada      | Mighty Ducks of Anaheim                             | Chic. Saguenéens (QMJHL)          |
| 265 | Dale Sullivan (AD)        | Canada      | Dallas Stars (da Minnesota)                         | Hull Olympiques (QMJHL)           |
| 266 | Viktor Ujčík (AD)         | Rep. Ceca   | Montreal Canadiens                                  | Slavia Praga (Extraliga)          |
| 267 | Ivan Majeský (D)          | Slovacchia  | Florida Panthers (da Columbus)                      | Ilves (SM-liiga)                  |
| 268 | Jeff Miles (C)            | Canada      | Chicago Blackhawks                                  | Vermont Catamounts (Hockey East)  |
| 269 | Juris Štāls (C)           | Lettonia    | New York Rangers                                    | Lukko Rauma (SM-liiga)            |
| 270 | Grant Jacobsen (C)        | Canada      | St. Louis Blues (da Calgary)                        | Regina Pats (WHL)                 |
| 271 | Mikko Lehtonen (D)        | Finlandia   | Nashville Predators                                 | Oulun Kärpät (SM-liiga)           |
| 272 | Aleš Píša (D)             | Rep. Ceca   | Edmonton Oilers (da Boston)                         | Pardubice (Extraliga)             |
| 273 | Severin Blindenbacher (D) | Svizzera    | Phoenix Coyotes                                     | Kloten Flyers (LNA)               |
| 274 | Peter Reynolds (D)        | Canada      | Carolina Hurricanes                                 | North Bay Centennials (OHL)       |
| 275 | Robert Müller (P)         | Germania    | Washington Capitals (da Vancouver via NY Islanders) | Adler Mannheim (DEL)              |
| 276 | Mike Knoepfli (AS)        | Canada      | Toronto Maple Leafs                                 | Georgetown Raiders (OJHL)         |
| 277 | Sebastian Laplante (P)    | Canada      | Los Angeles Kings                                   | Rayside-Balfour Sabrecats (NOJHL) |
| 278 | Shay Stephenson (AS)      | Canada      | Edmonton Oilers                                     | Red Deer Rebels (WHL)             |
| 279 | Ryan Jorde (D)            | Canada      | Buffalo Sabres (da San Jose)                        | Tri-City Americans (WHL)          |
| 280 | Roman Kuchtinov (D)       | Russia      | Pittsburgh Penguins                                 | Metallurg Novok. (RSL)            |
| 281 | Il'ja Solarëv (AS)        | Kazakistan  | Tampa Bay Lightning (da Buffalo)                    | Molot-Prikam'e Perm' (RSL)        |
| 282 | Marcel Rodman (AD)        | Slovenia    | Boston Bruins (da Philadelphia)                     | Peterborough Petes (OHL)          |
| 283 | Simon Skoog (D)           | Svezia      | St. Louis Blues                                     | Mörrums GoIS IK (Elitserien)      |
| 284 | Viktor Hübl (AS)          | Rep. Ceca   | Washington Capitals                                 | Slavia Praga (Extraliga)          |
| 285 | Marek Tomica (AD)         | Rep. Ceca   | Dallas Stars                                        | Slavia Praga (Extraliga)          |
| 286 | Toni Dahlman (AD)         | Finlandia   | Ottawa Senators                                     | Ilves (SM-liiga)                  |
| 287 | Juha-Pekka Ketola (C)     | Finlandia   | New York Islanders (da New Jersey)                  | Lukko Rauma (SM-liiga)            |
| 288 | François Senez (D)        | Canada      | Detroit Red Wings                                   | RPI Engineers (ECAC)              |
| 289 | Henrik Bergfors (D)       | Svezia      | Tampa Bay Lightning (da Colorado)                   | Södertälje SK (Elitserien)        |

## Selezioni classificate per nazionalità
| Pos. | Paese        | Selezioni |
|      | Nord America | 148       |
| ---- | ------------ | --------- |
| 1    | Canada       | 106       |
| 2    | Stati Uniti  | 42        |
|      | Europa       | 141       |
| 3    | Russia       | 37        |
| 4    | Rep. Ceca    | 31        |
| 5    | Finlandia    | 24        |
| 6    | Svezia       | 16        |
| 7    | Slovacchia   | 15        |
| 8    | Germania     | 7         |
| 9    | Svizzera     | 4         |
| 10   | Austria      | 2         |
| 10   | Kazakistan   | 2         |
| 12   | Francia      | 1         |
| 12   | Lettonia     | 1         |
| 12   | Slovenia     | 1         |